# Wahrer und scheinbarer Wind

Segeln: Darstellung von Fahrtwind, wahrem und scheinbarem Wind auf verschiedenen Kursen

Wahrer Wind und scheinbarer Wind sind Begriffe aus der Seefahrt. Der Wind, der auf einem fahrenden Segelfahrzeug weht, setzt sich aus dem wahren (dem tatsächlich herrschenden) Umgebungswind und dem Fahrtwind des Fahrzeugs zusammen. Er wird scheinbarer Wind genannt und ist bestimmend für viele Einstellungen, wie beispielsweise Segelstellung und Segeltrimm, am Segelfahrzeug.

## Wahrer Wind
Als Wahrer Wind wird in der Seefahrt die Richtung und Geschwindigkeit des Windes bezeichnet, die ein im Wasser ruhender Beobachter messen würde. Oft wird er vereinfachend mit dem Bodenwind gleichgesetzt, welcher auf den Grund bzw. auf Land bezogen ist. Herrscht keine Wasserströmung, so sind Wahrer Wind und Bodenwind identisch, setzt jedoch Strom, so gilt dies nicht mehr. Dies ist insbesondere in Tidengewässern, in denen regelmäßig Strömungen auftreten, von Bedeutung.
Die Windgeschwindigkeit des Wahren Windes wird in der Seefahrt meist in Knoten, Beaufort oder in Meter pro Sekunde (m/s) angegeben, die Windrichtung mit kardinalen Himmelsrichtungen.
Moderne Windmessanlagen auf Segelschiffen können die Richtung und Geschwindigkeit des Wahren Windes annähernd berechnen, wenn sie mit einem Kompass den Kurs und mit einem Log die Geschwindigkeit durch das Wasser messen können.

## Fahrtwind

Schematische Darstellung der Wind- und Strom-Dreiecke am Segelfahrzeug, gebildet aus Bodenwind, Wahrem Wind, Scheinbarem Wind, Fahrt durchs Wasser und über Grund sowie dem Strom

Der Fahrtwind ist der durch die Bewegung eines Fahrzeugs (Fahren) hervorgerufene „Gegenwind“. Er ist also gleich schnell wie die Bewegungsgeschwindigkeit des Fahrzeugs durch das Wasser und der Bewegungsrichtung des Fahrzeugs (um 180°) entgegengesetzt gerichtet. Beobachtet kann dieser Fall bei Windstille werden. Bei Windstille stimmen Fahrtwind und scheinbarer Wind überein.

## Scheinbarer Wind
Der scheinbare Wind (auch relativer Wind oder Bordwind genannt) ist in der Schifffahrt und insbesondere beim Segeln von Bedeutung. Es handelt sich um den am fahrenden Schiff wahrgenommenen Wind, der sich aus dem Zusammenwirken (der vektoriellen Addition) des wahren Windes und des Fahrtwindes ergibt. Der scheinbare Wind fällt immer vorlicher ein als der wahre Wind, außer man fährt genau vor dem Wind (womit dann beide genau von hinten kommen). Wahrer Wind, Scheinbarer Wind und Fahrtwind bilden zusammen ein Wind-Dreieck. 

Bei einem Segelschiff richtet sich die Stellung der Segel nach dem scheinbaren Wind. Auch die Windmessanlage auf einem Segelschiff misst Richtung und Geschwindigkeit des Scheinbaren Windes. 
Je schneller ein Segelboot fährt, umso vorlicher fällt der scheinbare Wind ein, umso dichter müssen die Schoten also geholt werden. Die maximal mögliche Höhe am Wind, die ein Boot segeln kann, hängt vom kleinsten Winkel zum scheinbaren Wind ab, auf dem noch Vortrieb erzeugt wird. Je schneller das Boot segelt, umso größer wird daher der Winkel zum wahren Wind. Sehr schnelle Boote (z. B. Katamarane oder Jollen) haben daher häufig einen schlechteren Wendewinkel als ansonsten eher plumpe schwere Yachten.
Aber auch auf dem Fahrrad lässt sich der scheinbare Wind erleben. Wenn man in die Richtung fährt, in die der Wind weht, und dabei genauso schnell ist, wie der Wind weht, dann steht die Luft „scheinbar“, obwohl man den Wind durch die Bäume wehen sieht (Fahrtwind und wahrer Wind stehen vektoriell genau gegeneinander und neutralisieren sich).